# Lennart af Petersens
Carl Lennart af Petersens, född 6 oktober 1913 i Kristianstad, död 28 september 2004 i Stockholm, var en svensk fotograf. Han var huvudsakligen verksam med att dokumentera Stockholm för Stockholms stadsmuseum. År 2003 instiftades Lennart af Petersens pris.

## Biografi

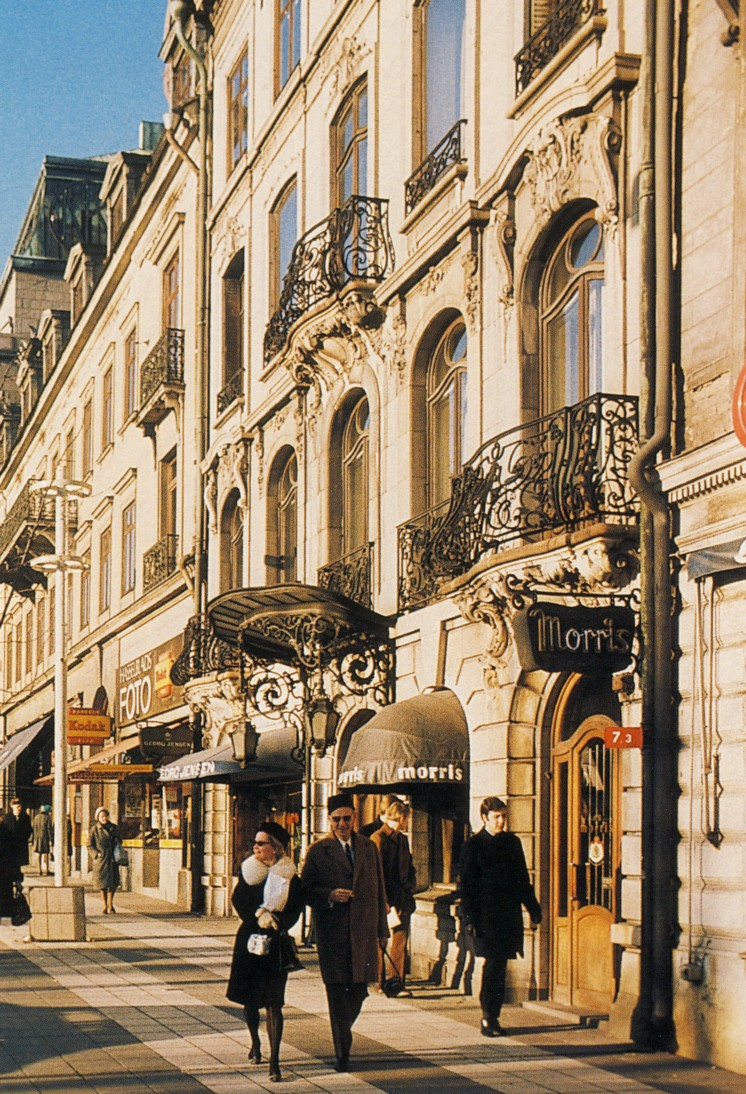
Sagerska husen 1968. Husen på Hamngatan revs 1970 under Norrmalmsregleringen.

Lennart af Petersens fick sin utbildning i Köpenhamn åren 1935 till 1936 hos fotografen Herman Benthe. Där debuterade han med en bildkollektion från Skåne "Slätten vid Äspinge" och samma år fick han med en Köpenhamnsbild "Domhuset" i Nordisk fotografi. Benthe såg en blivande arkitekturfotograf i den unge skåningen och uppmuntrade honom. Landskapsbilder från Skåne kom till under sommaren 1935. Bilder ur den kollektionen visades i Årets bilder 1936, och Svenska turistföreningen (STF) hade fått upp ögonen för honom. De lovordade honom med orden "han gav sitt naturintresse fullt utlopp". 
Kort därefter kom han till Stockholm och fick anställning hos den välkände fotografen Arne Wahlberg, där han i grunden lärde sig hantera svartvit-fotografiens gråskala. 1938 fick han sitt första uppdrag av Svenska turistföreningen. "Ta cykeln, packa en koffert och fotografera Gotland" var redaktören och fotografen Gösta Lundquists uppmaning och därefter fick af Petersens uppdrag från STF varje sommar.
Under andra världskriget arbetade af Petersens som objektfotograf på Nordiska museet och 1942 fick han anställning vid Stockholms stadsmuseum, där af Petersens skulle arbeta under 35 år och dokumentera bland annat Stockholms förändring under Norrmalmsregleringen, mot vilken han liksom många under hans tid var uttalat kritisk. En annan omfattande dokumentation gjorde han i Rom tillsammans med den danske arkitekturhistorikern Christian Elling.
Ett fotopris på 100 000 kronor, som utdelas vartannat år, instiftades år 2003 av Stockholms stad i hans namn, Lennart af Petersens pris. Lennart af Petersens tillhörde ätten af Petersens och var son till Frank af Petersens.
Lennart af Petersens är gravsatt i minneslunden på Utö kyrkogård.

## Fotografier (urval)
Staden

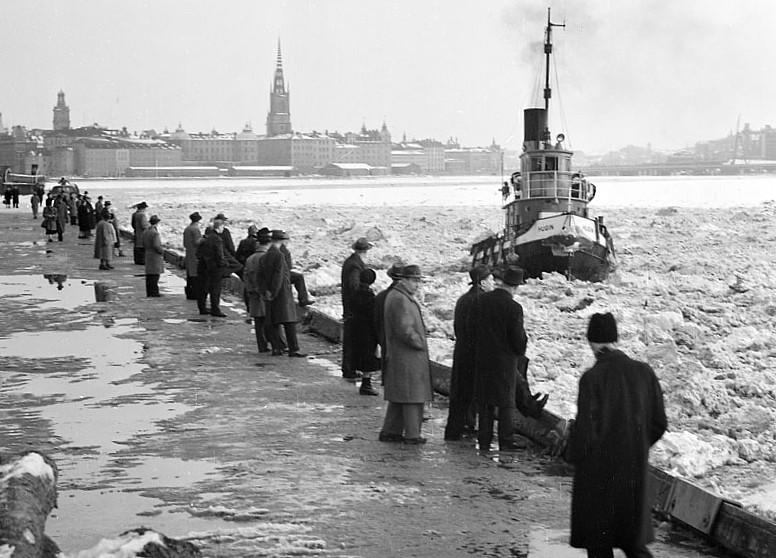
Riddarfjärden 1939
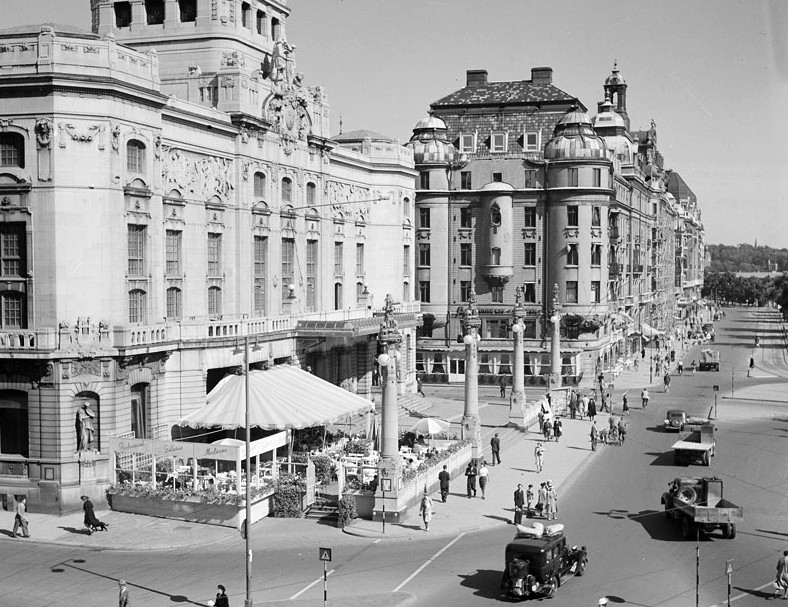
Dramaten 1940-tal
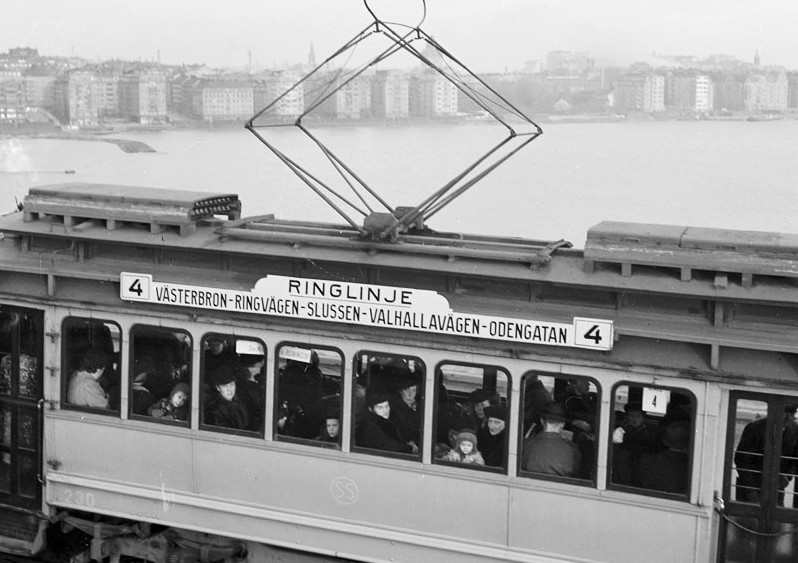
Spårvagn på Ringlinjen, fotograferad på Västerbron 1940-tal
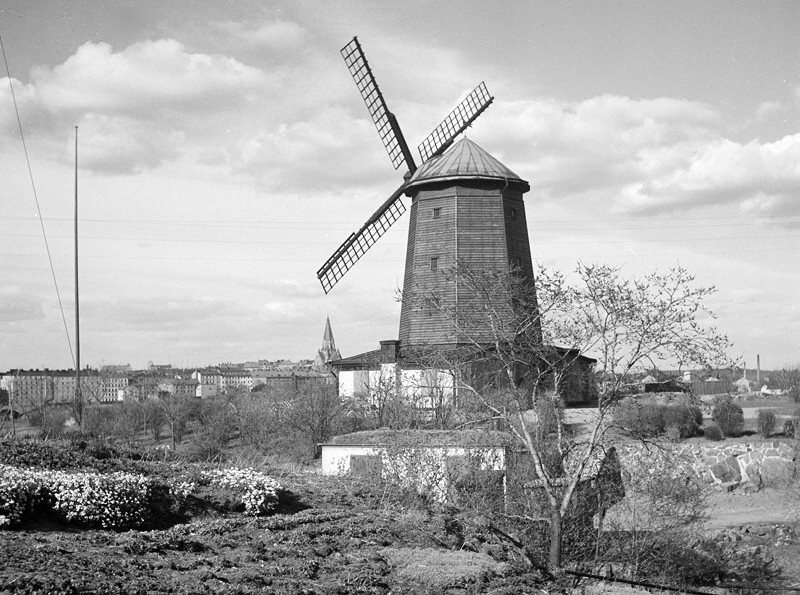
Skanskvarn 1943
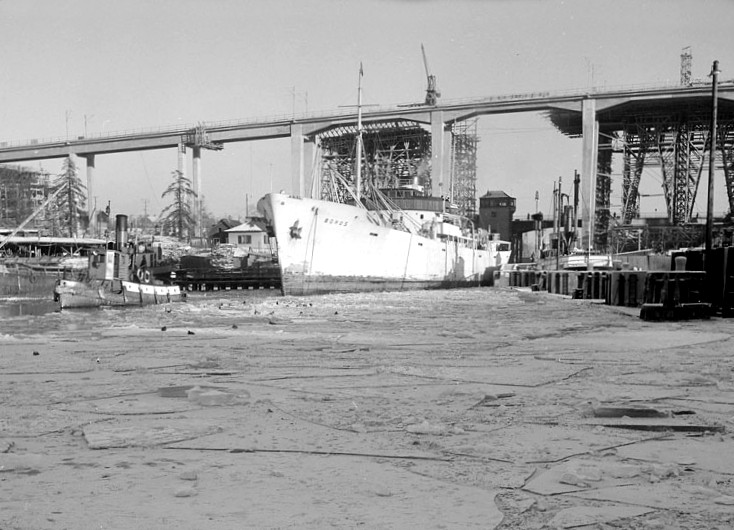
Skanstullsbron 1944
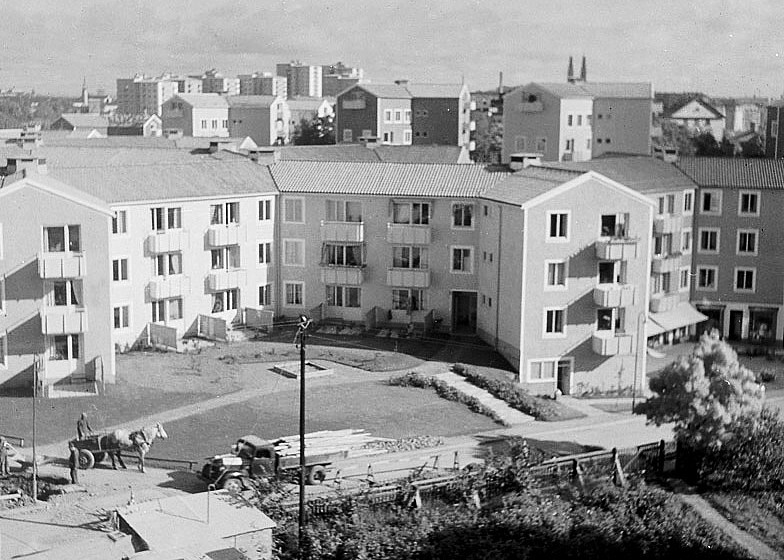
Stjärnhusen, Gröndal 1946
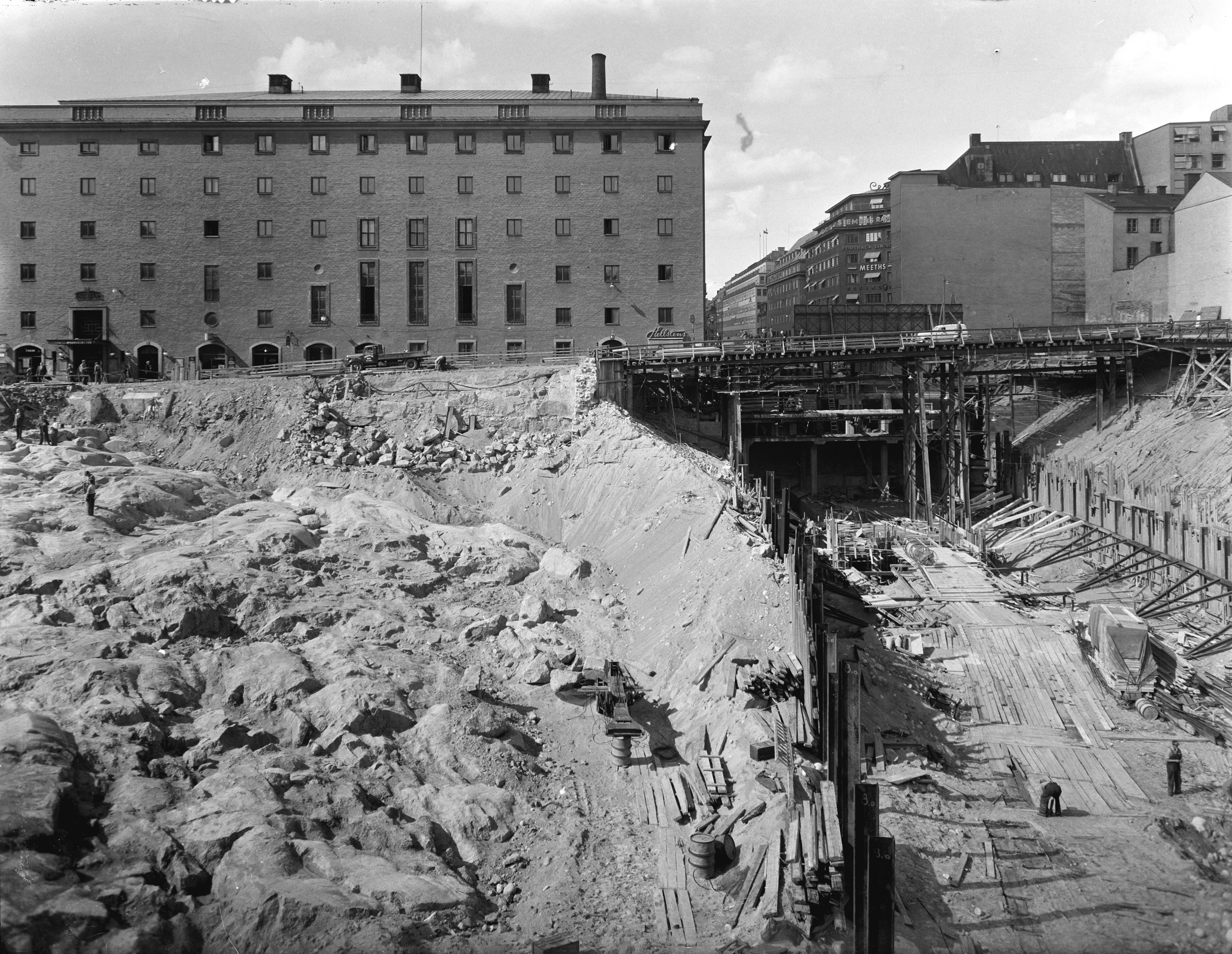
Riksgropen 1954
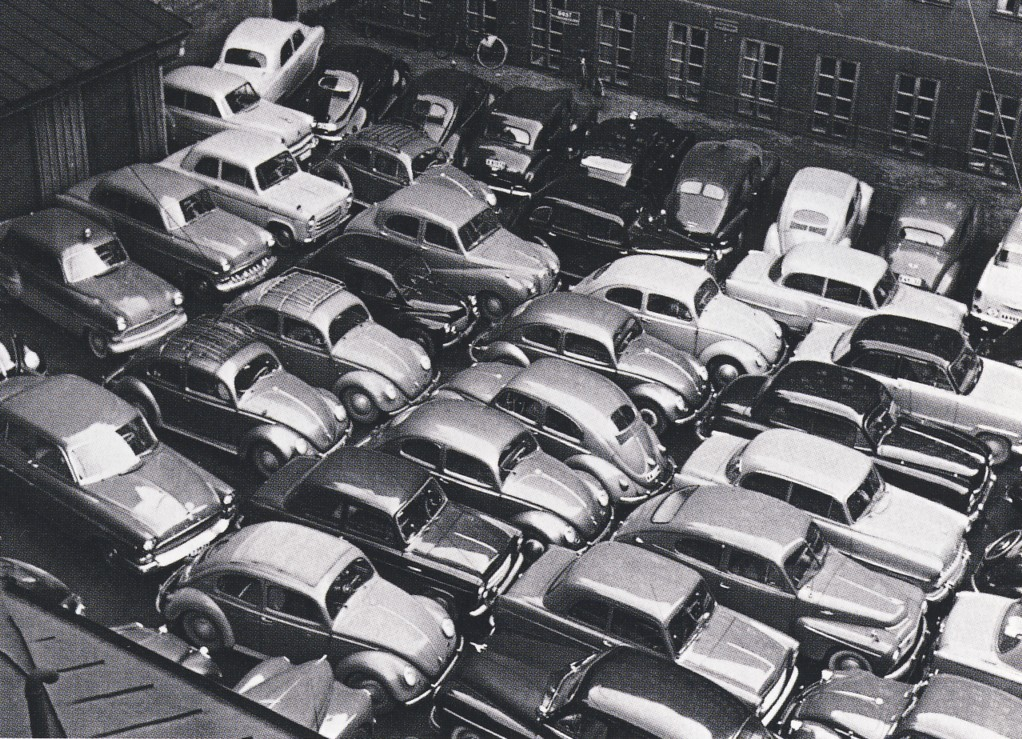
Parkering på Televerkets hus bakgård 1956

Verksamheter

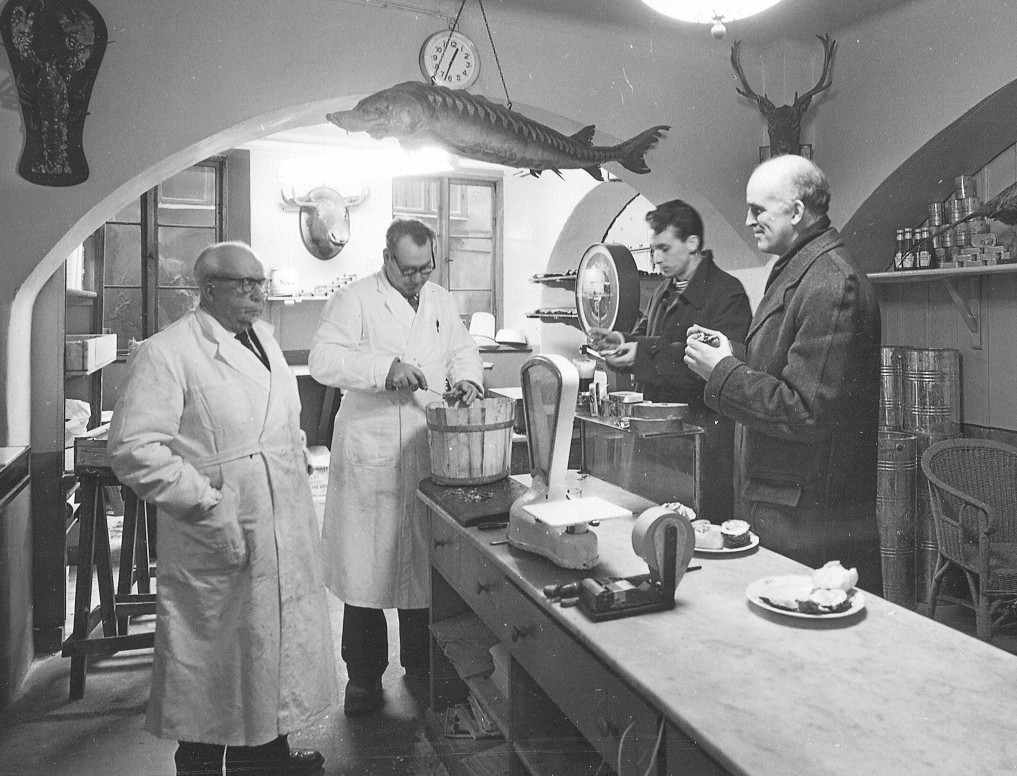
Lennart af Petersens (längst till höger) i A.G. Bergfalk & Co. Vilthandel vid Stora Gråmunkegränd 3
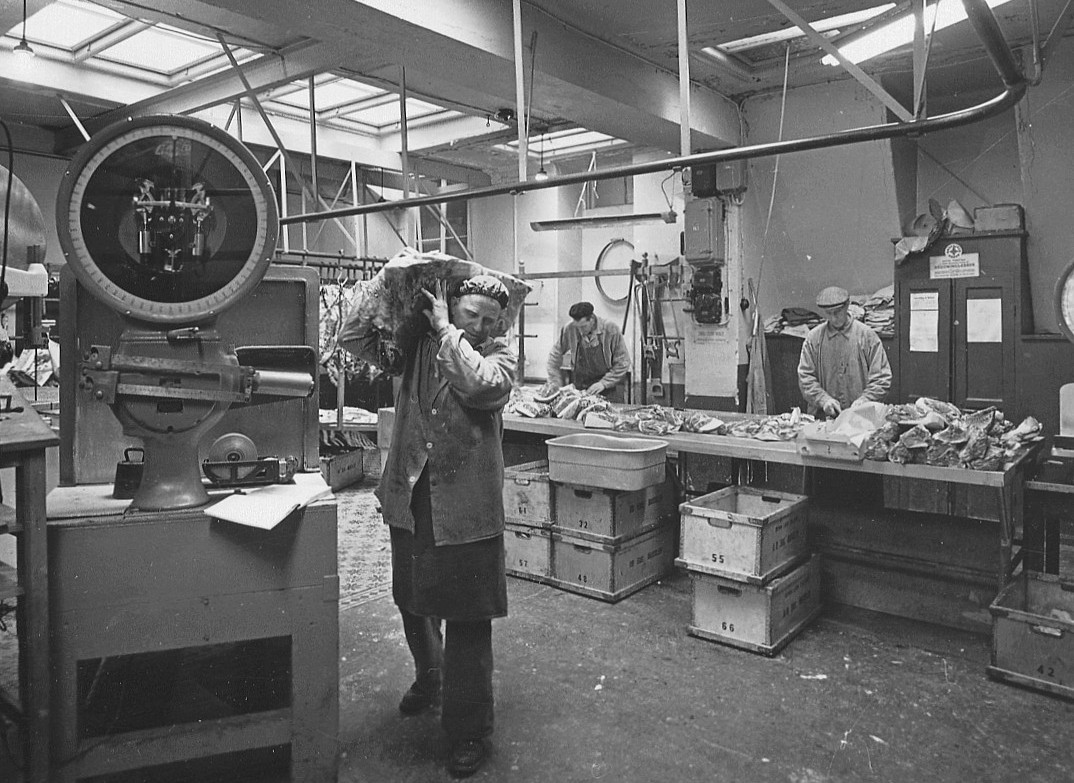
AB Eug. Bussler, kött o. fläskgrossist på Munkbrogatan, 1959
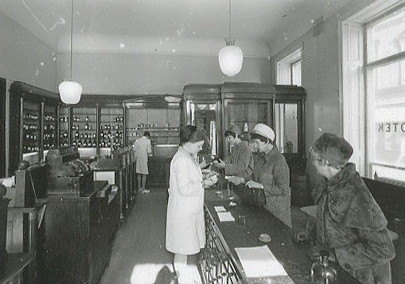
I Apoteket Ängeln, Kornhamnstorg, 1959
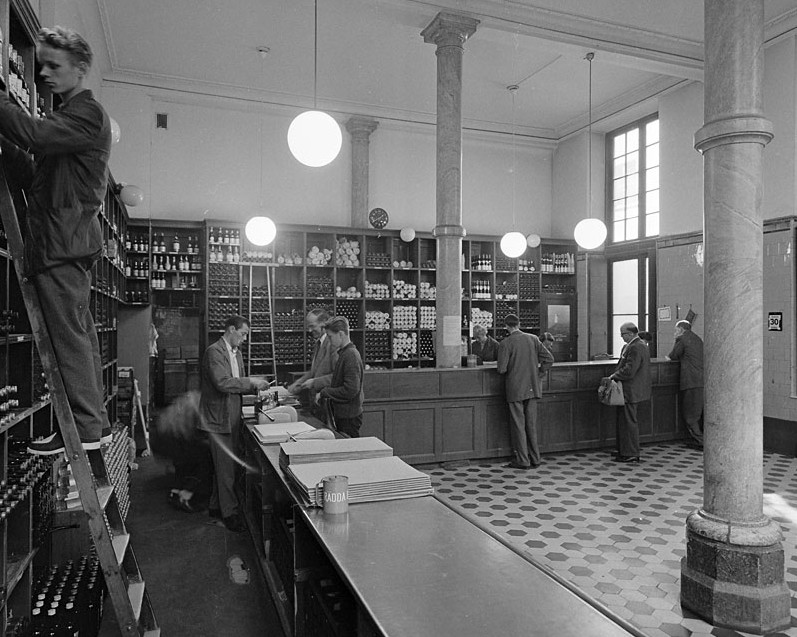
Systembolaget på Trångsund 12, 1960-tal

## Priser och utmärkelser
- 1978 – Bernspriset
- 2005 – Svenska Fotobokspriset